# Кананеа
Канане́а (исп. Cananea), полное официальное наименование Эройка-Сьюдад-де-Кананеа (исп. Heroica Ciudad de Cananea, в переводе: Город-Герой Кананеа) — город в Мексике, штат Сонора, входит в состав муниципалитета Кананеа и является его административным центром. Численность населения, по данным переписи 2020 года, составила 38 113 человек.

## Топонимика
Название Cananea с языка индейцев апачи можно перевести как — мясо лошади (конина).

## История
Поселение было основано индейцами пима в доиспанский период, и обнаружено колонизаторами в середине XVII века.
В 1760 году вблизи деревни были обнаружены рудные жилы, которые вскоре начали осваивать переселенцы, оседая и переделывая поселение в рабочий посёлок.
В 1906 году произошла забастовка горняков, которая была жестоко подавлена.
26 марта 1913 года, во время Мексиканской революции, после боя город был взят отрядом повстанцев-конституционалистов Альваро Обрегона.
Медную руду добывали шахтным методом вплоть до 1940 года, когда технический прогресс позволил начать добывать руду открытым способом.

## Фотографии

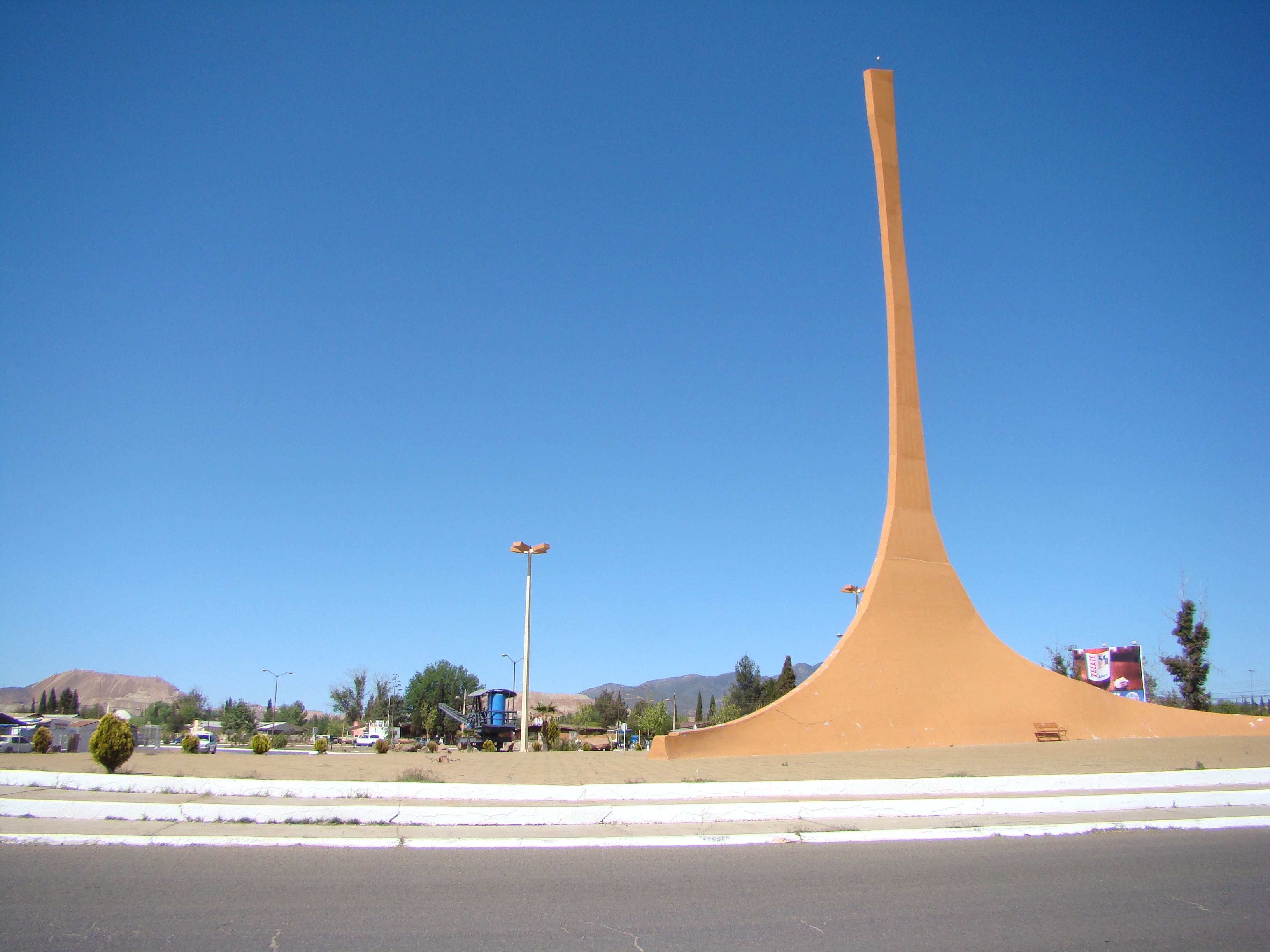
Монумент в центральном парке
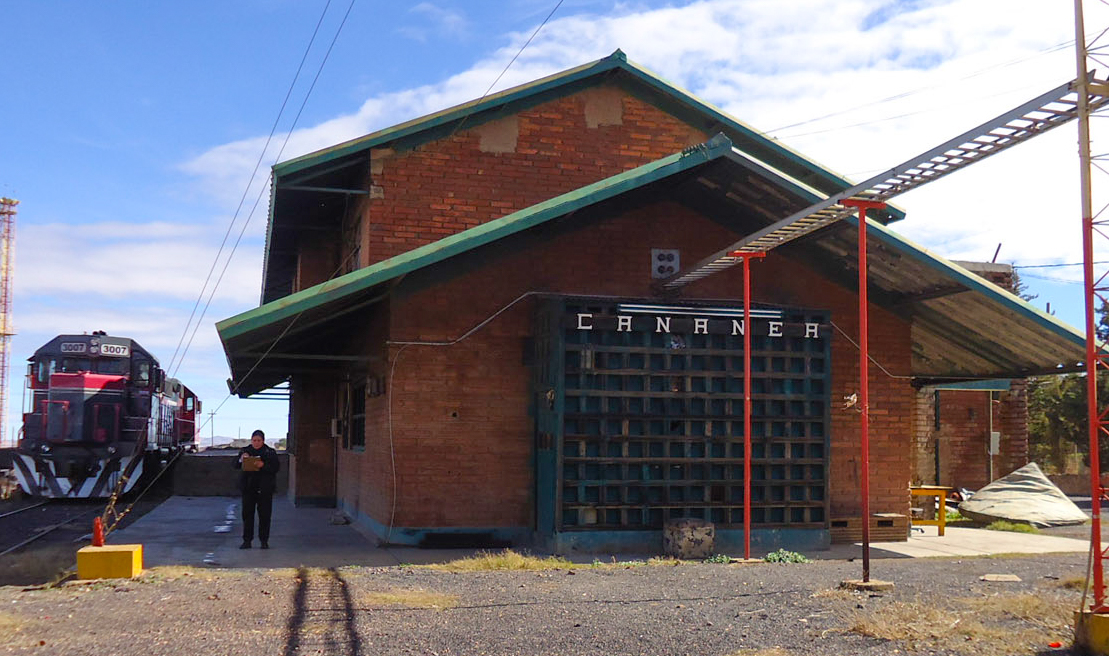
Железнодорожная станция
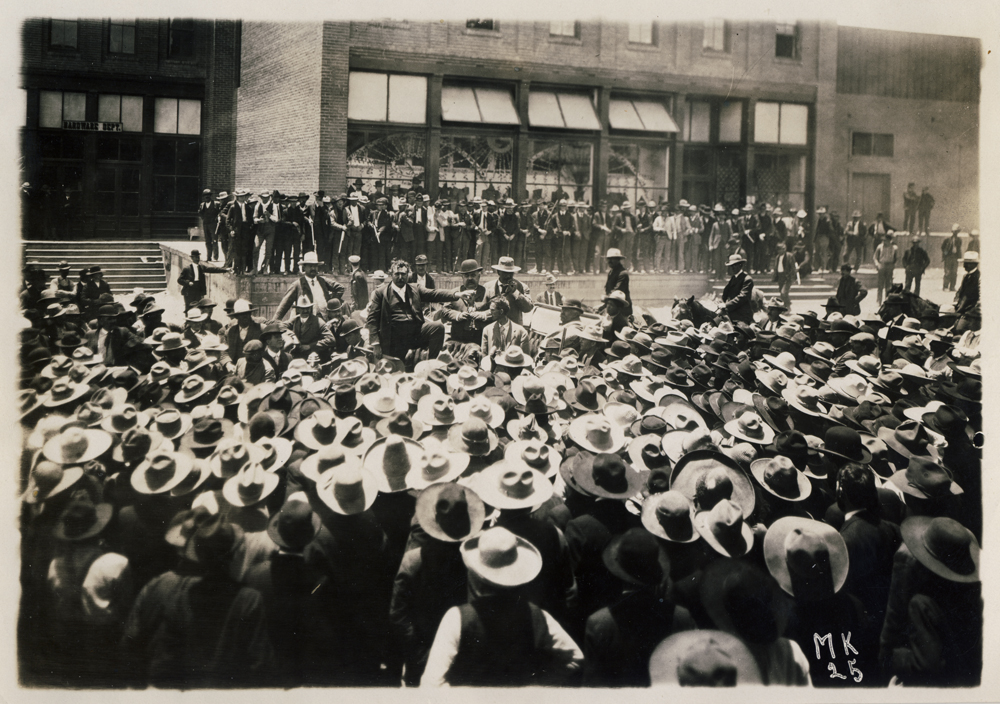
Забастовка 1906 года